# Deccanometrus obscurus
Espèce
Synonymes
- Heterometrus scaber obscurus Couzijn, 1981

Deccanometrus obscurus est une espèce de scorpions de la famille des Scorpionidae.

## Distribution
Cette espèce est endémique d'Inde. Elle se rencontre au Maharashtra et au Gujarat.

## Description
La femelle holotype mesure 109 mm.

## Systématique et taxinomie
Cette espèce a été décrite sous le protonyme Heterometrus scaber obscurus par Couzijn en 1981.  Elle est élevée au rang d'espèce et placée dans le genre Deccanometrus par Prendini et Loria en 2020.

## Publication originale
- Couzijn, 1981 : « Revision of the genus Heterometrus Hemprich & Ehrenberg (Scorpionidae, Arachnidea). » Zoologische Verhandelingen (Leiden), vol. 184, p. 1-196 (texte intégral).